# Бангладешско-российские отношения
Бангладешско-российские отношения — двухсторонние дипломатические отношения между Бангладеш и Российской Федерацией.

## История
Советский Союз одним из первых признал независимость Бангладеш: дипломатические отношения между странами были установлены 25 января 1972 года. В 1972—1974 СССР оказал Бангладеш значительную помощь в восстановлении экономики, пострадавшей в ходе войны за независимость.
В 1975 году в Бангладеш произошёл государственный переворот, после чего в отношениях с СССР произошёл спад. Новая фаза активизации двусторонних связей началась с 1990-х годов. Правительство Бангладеш признало Российскую Федерацию государством — продолжателем СССР 29 декабря 1991 года.